# Шаири
Шаи́ри — четырехстрочная строфа на шестнадцать слогов с дактиличным или парокситонным моноримным рифмованием .
Шаири - господствующий в грузинской поэзии до XIII века стихотворный размер, прослеживается в древнейших памятниках грузинской лирики, этой строфой написана известная поэма Шота Руставели «Витязь в тигровой шкуре». Кроме «высокого шаира», который использовал грузинский поэт, он применил «низкий шаира»: соответственно - (4+4+4+4) и (5+3+5+3).
К размеру шаира обращались и другие поэты, в  частности украинский поэт Максим Рыльский в стихотворении «Шота Руставели»:
«Хто бере — усе той тратить, хто дає — усе придбав».
Чи не він, поет, це слово для нащадків проказав?
І така його поема, ніби щедрості рукав,
Що широко розсипає сотні сот квіток і трав.

## Источник
- Литературоведческий словарь-справочник/Р. Т. Громяк, Ю. И. Кузнецов и др. – М.: ВЦ «Академия», 1997. - с. 738